# Knots Landing
Knots Landing är en amerikansk TV-serie som sändes i USA från 1979 till mitten av maj 1993 på TV-nätverket CBS. Serien är en spinoff från TV-serien Dallas som på 1970-talet banade väg för såpor på prime time. CBS stora succé med Dallas gjorde att ABC svarade med Dynastin, som också blev en framgång hos publiken. Sist kom Knots Landing som till skillnad från Dallas hade större fokus på medelklassfamiljer snarare än på de superrika. Historien var dock lika skruvad och manusförfattarna hade den ständiga utmaningen att skruva till historien ytterligare.
David Jacobs, som skapade båda dessa serier, fick idén till Knots Landing först, och idén till Dallas kom varefter han utvecklade Gary Ewings bakgrund mer och mer. Dallas blev inspelad av CBS först, och blev en så stor succé att Knots Landing snart fick grönt ljus också. 344 avsnitt producerades, vilket är något färre än för Dallas. I Sverige började serien visas på TV3 år 1988, men alla säsonger sändes aldrig.
Serien handlar om paret Gary och Valene "Val" Ewing och deras liv i Knots Landing i Kalifornien. Serien följde handlingsmässigt med i de stora händelserna i familjen Ewing i serien Dallas ända fram till komplikationen med Bobby Ewings död och senare återuppståndelse, och den märkliga förklaringen att Pamela Ewing hade drömt det hela av den senaste säsongen av Dallas. Knots Landing kunde inte gärna också "stryka" hela sin senaste säsong med en sådan förklaring, så här förblev Bobby död, och efter denna skiljepunkt utspelades inte serierna längre i samma "universum".

## Rollista (urval)
| Ted Shackelford    | – Gary Ewing             |
| Joan Van Ark       | – Valene Ewing           |
| James Houghton     | – Kenny Ward             |
| Kim Lankford       | – Ginger Ward            |
| Michele Lee        | – Karen Fairgate         |
| Steve Shaw         | – Eric Fairgate          |
| Claudia Lonow      | – Diana Fairgate         |
| Constance McCashin | – Laura Avery Sumner     |
| Don Murray         | – Sid Fairgate           |
| Pat Petersen       | – Michael Fairgate       |
| John Pleshette     | – Richard Avery          |
| William Devane     | – Gregory Sumner         |
| Donna Mills        | – Abby Ewing             |
| Lisa Hartman       | – Ciji Dunne/Cathy Geary |

### Medverkande från Dallas
| Patrick Duffy   | – Bobby Ewing (3 avsnitt) |
| Larry Hagman    | – J.R. Ewing (5 avsnitt)  |
| Charlene Tilton | – Lucy Ewing (1 avsnitt)  |